# 内海照日
内海 照日（うちのみ てるよし、生没年不詳）は、戦国時代の女性。肥前国の国人・内海政通の娘。兄に政広がいる。
内海氏は、室町時代に尾張の知多郡野間内海荘から追われ、肥前彼杵郡波佐見へ移り住み大村氏に従属した内海泰平を祖とする。泰平から数えて6代後が照日の父・内海山城守政通である。政通は永禄9年（1566年）、波佐見へ侵攻してきた武雄城主後藤貴明に萱地ヶ原の戦いで敗死した。
兄と共に後藤勢と戦った照日は呪術を用い敵兵を惑わし撤兵させ、元亀3年（1572年）、後藤貴明が三城城を急襲した際（三城七騎籠り）は、大村純忠の命で呪詛を行った。没後、呪術による戦功等で「照日観音」として祭られた。